# Prog Archives
Prog Archives (alternative Schreibweise ProgArchives) sind eine englischsprachige Progressive-Rock-Enzyklopädie in Form einer Website.
Die Website bietet regelmäßig konsistente Rezensionen, Biografien und Diskografien von Bands und Alben, die dem Genre Progressive Rock und seinen Subgenres, wie Canterbury Sound, Crossover Prog, Eclectic Prog, Experimental- und Post-Metal, Heavy Prog, Indo- und  Raga Rock, Jazz Rock/Fusion, Krautrock, Neo-Prog, Post-Rock, Math-Rock, Prog Folk, Progressive Electronic, Progressive Metal, Psychedelic- und Space Rock, Rock in Opposition, Zeuhl und verwandte Genres zugeordnet werden können. Über die Aufnahme von Bands, Künstlern und Alben entscheiden Teams von angemeldeten Benutzern. 2014 hatte die Website 8.671 Artikel zu Bands und Musikern, was Anfang 2023 auf 67.363 registrierte Mitglieder mit 70.725 Artikeln zu Alben von 12.157 Bands und Künstlern sowie zu mehr als 1,9 Millionen Bewertungen und Rezensionen angewachsen ist. Des Weiteren bieten die Prog Archives Linklisten zu Internetradiosendern, Bands und anderen Musikportalen, jährliche Bestenlisten, Tourrezensionen und ein Internetforum auf dem Diskussionen und ergänzende Informationen gesammelt werden.
Der Betrieb der Webseite wird durch Spenden, Werbung und Produktlinks zu Onlineshops finanziert.